# Tame Impala
A Tame Impala ausztrál együttes. Főleg pszichedelikus zenét játszanak, illetve annak az al-műfajait: pszichedelikus rock, pop, neo-psychedelia. 2007-ben alakultak meg Perthben.

## Története
Kevin Parker korábban az ismeretlen Dee Dee Dums együttesben játszott, amelynek tagjai maga Parker és Luke Epstein voltak. A Tame Impala Kevin Parker otthoni dalrögzítéseiből alakult meg. Ezek a dalok felkeltették a Modular Records lemezkiadó figyelmét, és a zenekar 2008-ban feliratkozott a Modular-hoz. Parker felfogadta Dominic Simper basszistát és Jay Watson dobost, és így kialakult a felállás.
Legelőször egy középlemezt jelentettek meg, 2008-ban, amely a zenekar nevét viseli. Ebben az évben már koncerteztek is, olyan nevekkel, mint az MGMT, The Black Keys, You Am I, Yeasayer. 2009-ben folytatták a turnézást. Első nagylemezük 2010-ben került a boltok polcaira, a Modular Records gondozásában. Továbbra is turnéztak, illetve az MGMT előzenekaraként is felléptek. Második stúdióalbumuk 2012-ben jelent meg, szintén a Modular-tól. Ebben a korszakban már egyre több elismerést kapott az együttes, illetve tévésorozatokban, filmekben és reklámokban is hallhatóak voltak a dalaik.
A Tame Impala eddigi utolsó nagylemezét 2020-ban adta ki.

## Tagok

### Jelenlegi tagok
- Kevin Parker – ének, gitár, kazu (2007–)
- Jay Watson – dobok, háttérvokál (2007–12), szintetizátor, háttérvokál (2012–)
- Dominic Simper – basszusgitár (2007–2010), gitár, szintetizátor (2009–)
- Cam Avery – basszusgitár, háttérvokál (2013–)
- Julien Barbagallo – dobok, háttérvokál (2012–)

### Korábbi tagok
- Nick Albrook – gitár, billentyűs hangszerek (2009–2013), basszusgitár (2010–2013)

## Diszkográfia

### Stúdióalbumok
- Innerspeaker (2010)
- Lonerism (2012)
- Currents (2015)
- The Slow Rush (2020)

### Egyéb kiadványok
- Tame Impala EP (2008)
- Peace and Paranoia Tour 2013 (EP a The Flaming Lips-szel, 2013)
- Live at the Corner (koncertalbum, 2010)
- Live Versions (koncertalbum, 2014)